# Stenolemoides arizonensis
Stenolemoides arizonensis är en insektsart som först beskrevs av Banks 1909.  Stenolemoides arizonensis ingår i släktet Stenolemoides och familjen rovskinnbaggar. Inga underarter finns listade i Catalogue of Life.